# Sân bay Tanga
Sân bay Tanga (IATA: TGT, ICAO: HTTG) là một sân bay ở thành phố Tanga, Tanzania.

## Hãng hàng không và điểm đến
| Hãng hàng không  | Các điểm đến                           |
| ---------------- | -------------------------------------- |
| As Salaam Air    | Pemba                                  |
| Auric Air        | Pemba, Zanzibar                        |
| Coastal Aviation | Arusha, Dar es Salaam, Pemba, Zanzibar |